# Bulbophyllum boninense
Bulbophyllum boninense es una especie de orquídea epifita  originaria de  	 Japón.

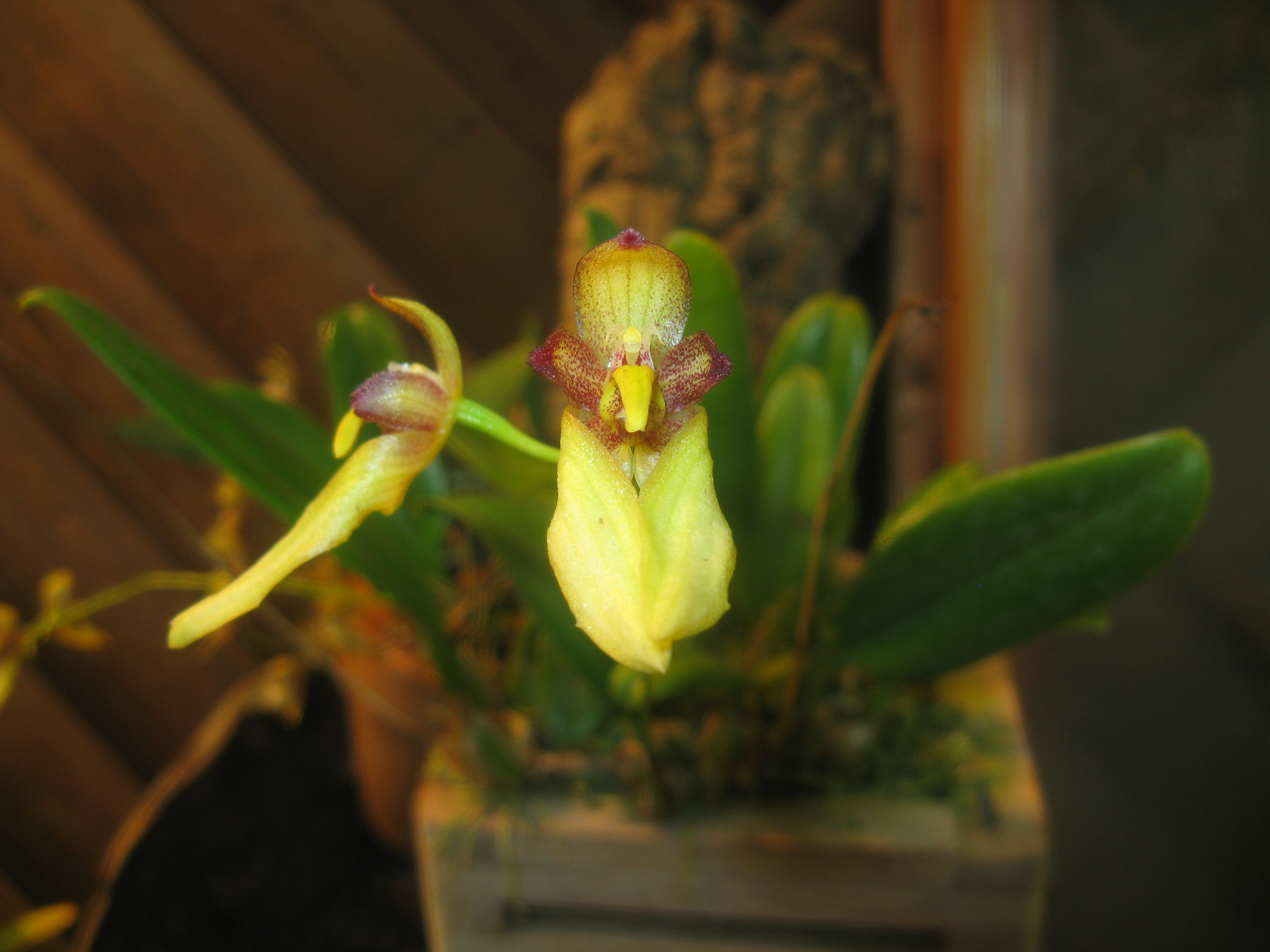
Detalle de la flor

## Descripción
Es una orquídea de pequeño tamaño, con hábitos epifita con pseudobulbos ovoides, con 4 lados que llevan una sola hoja apical, erecta, glabra, coriácea, poco peciolada oblongo-ligulada, obtusa. Florece en una inflorescencia basal, delgada , enjuta de 15 a 20 cm de largo con  algunas flores, umbeladas con brácteas acuminadas.

## Distribución y hábitat
Se encuentra en las islas Bonin, cerca de Tokio, Japón. 

## Taxonomía
Bulbophyllum boninense fue descrita por (Schltr.) J.J.Sm.    y publicado en Bulletin du Jardin Botanique de Buitenzorg, sér. 2, 8: 22. 1912.
Etimología
Bulbophyllum: nombre genérico que se refiere a la forma de las hojas que es bulbosa.
boninense: epíteto geográfico que alude a su localización en las islas Bonin.
Sinonimia
- Bulbophyllum longidens (Rolfe) Seidenf.
- Cirrhopetalum boninense Schltr.
- Cirrhopetalum longidens Rolfe[3][4]